# Scheitrechter

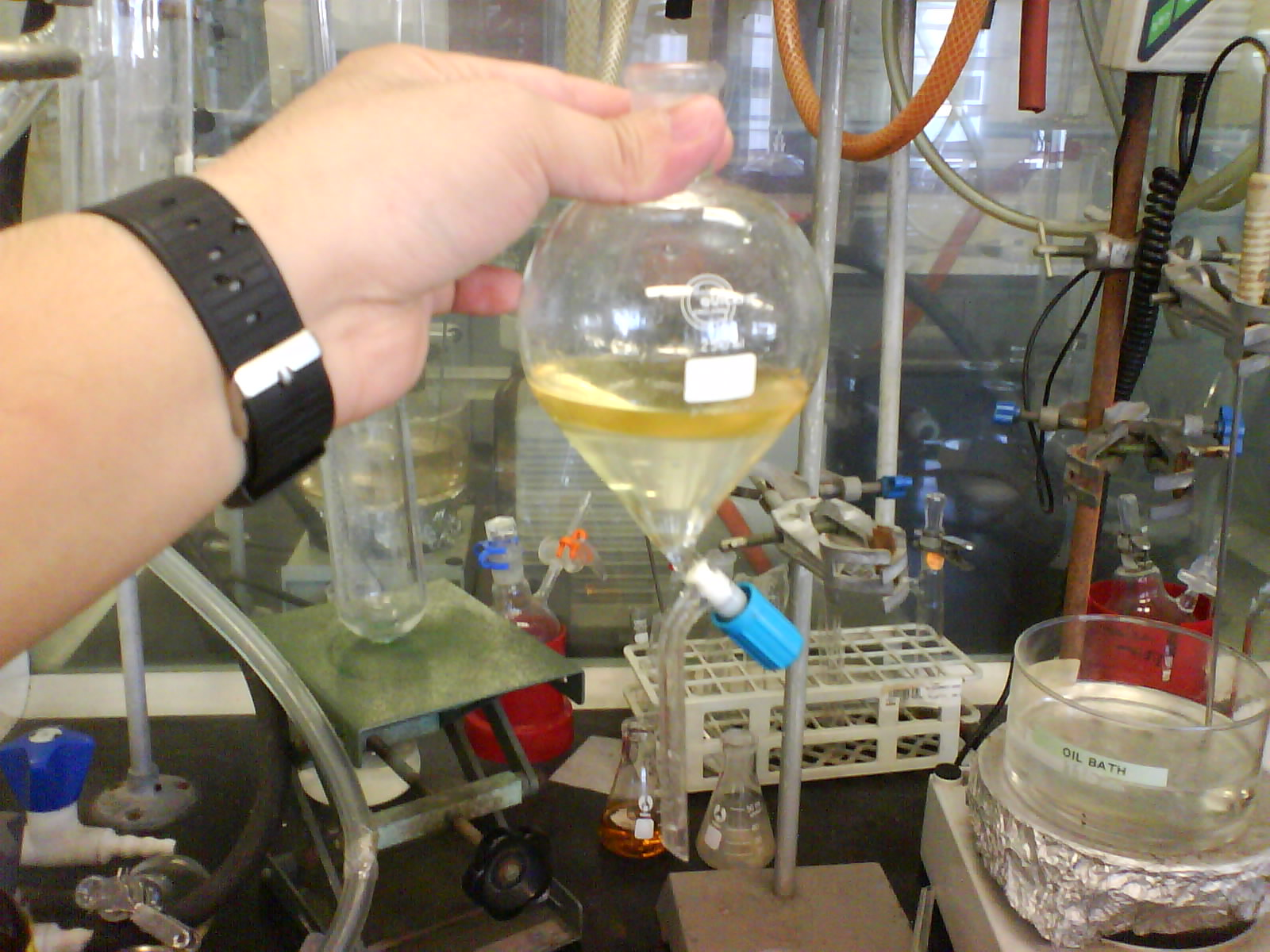
Scheitrechters kunnen gebruikt worden voor vloeistof/vloeistofextractie of isolatie van een syntheseproduct

Een scheitrechter is een stuk laboratoriumglaswerk waarmee vloeistoflagen accuraat gescheiden kunnen worden. Hij verschilt van gewone trechters doordat er een kraantje onderaan zit. Hierdoor kunnen de vloeistoflagen scheiden. Ook zit bovenaan een slijpstuk waar een glasstop in kan worden gezet zodat de trechter geschud kan worden. 
In het lab worden doorgaans twee typen scheitrechters gebruikt, het verschil zit in de hoogte van het kraantje.